# 湛江市
湛江市（たんこうし、拼音: Zhànjiāng、粤拼: Zaam3 Gong1）は中華人民共和国広東省南西部に位置する地級市。都市的地域人口は約122万人（2023年）。中国南部の重要な港湾都市で、19世紀末から1945年までフランスの租借地（広州湾租借地）であった。1984年に沿海開放都市に指定され、中華人民共和国の改革開放政策下で最初に対外開放された都市の一つ。

## 地理
市の中心部は広東省南西部の雷州半島東側の付根の広州湾（省都の広州市とは無関係）一帯に位置し、熱帯性気候を生かして水稲、サトウキビ、ゴム、コーヒーなどの栽培や漁業、水産養殖業が盛んである。
市の全域は雷州半島の全体およびその北側の一部地域を占め、東側は南シナ海、西側はトンキン湾にそれぞれ面する。半島の沿岸にはマングローブが広がり、24種のマングローブ植物が見られる。2002年に「湛江マングローブ国家級自然保護区」としてラムサール条約に登録された。
| 湛江 (1991−2020)の気候                          | 湛江 (1991−2020)の気候 | 湛江 (1991−2020)の気候 | 湛江 (1991−2020)の気候 | 湛江 (1991−2020)の気候 | 湛江 (1991−2020)の気候 | 湛江 (1991−2020)の気候 | 湛江 (1991−2020)の気候 | 湛江 (1991−2020)の気候 | 湛江 (1991−2020)の気候 | 湛江 (1991−2020)の気候 | 湛江 (1991−2020)の気候 | 湛江 (1991−2020)の気候 | 湛江 (1991−2020)の気候 |
| 月                                              | 1月                    | 2月                    | 3月                    | 4月                    | 5月                    | 6月                    | 7月                    | 8月                    | 9月                    | 10月                   | 11月                   | 12月                   | 年                     |
| ----------------------------------------------- | ---------------------- | ---------------------- | ---------------------- | ---------------------- | ---------------------- | ---------------------- | ---------------------- | ---------------------- | ---------------------- | ---------------------- | ---------------------- | ---------------------- | ---------------------- |
| 最高気温記録 °C （°F）                          | 27.4 (81.3)            | 30.8 (87.4)            | 36.0 (96.8)            | 36.2 (97.2)            | 37.7 (99.9)            | 36.8 (98.2)            | 37.2 (99)              | 38.1 (100.6)           | 35.5 (95.9)            | 33.3 (91.9)            | 33.3 (91.9)            | 29.2 (84.6)            | 38.1 (100.6)           |
| 平均最高気温 °C （°F）                          | 19.7 (67.5)            | 20.6 (69.1)            | 23.3 (73.9)            | 27.1 (80.8)            | 30.7 (87.3)            | 32.3 (90.1)            | 32.4 (90.3)            | 32.1 (89.8)            | 31.1 (88)              | 29.1 (84.4)            | 25.9 (78.6)            | 21.7 (71.1)            | 27.17 (80.91)          |
| 日平均気温 °C （°F）                            | 16 (61)                | 17.2 (63)              | 20 (68)                | 23.8 (74.8)            | 27.2 (81)              | 28.8 (83.8)            | 28.9 (84)              | 28.4 (83.1)            | 27.5 (81.5)            | 25.3 (77.5)            | 21.9 (71.4)            | 17.7 (63.9)            | 23.56 (74.42)          |
| 平均最低気温 °C （°F）                          | 13.6 (56.5)            | 15.1 (59.2)            | 18 (64)                | 21.7 (71.1)            | 24.7 (76.5)            | 26.2 (79.2)            | 26.3 (79.3)            | 25.9 (78.6)            | 24.8 (76.6)            | 22.5 (72.5)            | 19.1 (66.4)            | 15 (59)                | 21.08 (69.91)          |
| 最低気温記録 °C （°F）                          | 5.2 (41.4)             | 3.8 (38.8)             | 4.8 (40.6)             | 11.5 (52.7)            | 15.2 (59.4)            | 18.6 (65.5)            | 22.7 (72.9)            | 21.5 (70.7)            | 17.2 (63)              | 13.6 (56.5)            | 6.2 (43.2)             | 3.6 (38.5)             | 3.6 (38.5)             |
| 降水量 mm （inch）                              | 32.9 (1.295)           | 27.9 (1.098)           | 49.6 (1.953)           | 107.4 (4.228)          | 212.8 (8.378)          | 263.3 (10.366)         | 248.5 (9.783)          | 313.2 (12.331)         | 238 (9.37)             | 125.1 (4.925)          | 41.6 (1.638)           | 34.8 (1.37)            | 1,695.1 (66.735)       |
| % 湿度                                          | 81                     | 85                     | 88                     | 87                     | 84                     | 83                     | 82                     | 84                     | 82                     | 77                     | 76                     | 75                     | 82                     |
| 平均月間日照時間                                | 106.6                  | 83.1                   | 79.3                   | 118.1                  | 182.4                  | 194.6                  | 224.9                  | 202.7                  | 191.1                  | 205.1                  | 173.2                  | 138.1                  | 1,899.2                |
| 日照率                                          | 31                     | 26                     | 21                     | 31                     | 45                     | 49                     | 55                     | 51                     | 52                     | 57                     | 52                     | 41                     | 42.6                   |
| 出典1：China Meteorological Administration      |                        |                        |                        |                        |                        |                        |                        |                        |                        |                        |                        |                        |                        |
| 出典2：China Meteorological Data Service Center |                        |                        |                        |                        |                        |                        |                        |                        |                        |                        |                        |                        |                        |

## 歴史
湛江市区域には5000から6000年前（夏・殷時代）には人間の居住が行われており、市内からは新石器時代中晩期の遺跡が発掘されている。
秦の始皇帝による中国統一がなされると、湛江地域は象郡の管轄となり、前漢には徐聞県が設置され雷州半島を管轄、合浦に郡治が設置された。南宋末にはモンゴル軍の侵攻を受け多くの住民が海路で東南アジア地域へ移住している。元代になると湛江は製塩業で繁栄し、明清代には呉川県・石城県の管轄地域となり手工業が発展、特に葛布の生産地として知られた。
清末の列強の中国進出が始まると、フランスが広州湾が深水良港であることに着目し、1899年11月に「広州湾租界条約」が締結されフランスの租借地となり「広州湾」と称された。広州湾租借地にはバヤール要塞が建設され、仏領インドシナ連邦に組み込まれてフランスの中国進出基地として発展した。
日中戦争中は租借地であるため日本軍に占領されず、湛江は海上貿易の拠点として繁栄したが、1943年2月に日本軍による占領が行われると経済は停滞していった。
日本が敗戦した1945年、フランスは広州湾租借地を中華民国に返還し、同年9月湛江市と改称、1946年1月15日湛江市政府が成立した。
1949年12月、人民解放軍が入城し、広東省直轄市となった。その後いくらかの変遷を経て、1983年12月湛江地区と地級市の湛江市が合併して現在の湛江市が誕生した。1984年には国務院によって沿海開放都市に指定された。
なお、湛江所属の県級市である雷州市は1994年、国家歴史文化名城に指定されている。

## 経済
中国南部の重要な港湾都市であり、貿易センターとして造船、繊維機械、製糖、プラスチック加工、水産加工など各種工業が発達し、外国からの直接投資も受け入れている。

## 湛江港
湛江港は、中華人民共和国が独自に設計した最初の近代的深水港であり、中国と東南アジア、オーストラリア、インド洋沿岸、ヨーロッパ諸国とを結ぶ航路の最も短い外国貿易港である。

## 軍事
中国人民解放軍海軍南海艦隊の司令部が所在する軍港でもある。

## 交通

### 道路
- 207国道
- 325国道
- 茂湛高速道路
- 渝湛高速道路

### 鉄道
- 湛江駅 - 黎湛線の終着駅。
- 湛江西駅（中国語版） - 粤海線と、高速鉄道である深湛線の駅。当駅と省都の広州南駅の間は高速列車で約3時間である[5]。

### 空路
湛江呉川空港 が2022年3月に開港した。市内中心部から北東に35kmの場所にある。

### 海路
- 客船：徐聞県の海安港から-海南省海口市にフェリー路線がある。

## 行政区画
4市轄区・3県級市・2県を管轄する。
- 市轄区：
  - 赤坎区・霞山区・坡頭区・麻章区
- 県級市：
  - 呉川市・廉江市・雷州市
- 県：
  - 徐聞県・遂渓県

| 湛江市の地図                                                             |
| ------------------------------------------------------------------------ |
| 1 2 坡頭区 麻章区 遂渓県 徐聞県 廉江市 雷州市 呉川市 1. 赤坎区 2. 霞山区 |

### 年表
この節の出典

#### 南路専区
- 1949年10月1日 - 中華人民共和国広東省南路専区が成立。湛江市・遂渓県・廉江県・海康県・徐聞県・呉川県・信宜県・電白県・化県・茂名県・合浦県・霊山県・欽県・防城県・梅菉設治局が発足。(1市13県1設治局)
- 1949年10月24日 - 湛江市が地級市の湛江市に昇格。(13県1設治局)
- 1950年1月12日 - 南路専区が高雷専区に改称。

#### 湛江市(第1次)
- 1949年10月24日 - 南路専区湛江市が地級市の湛江市に昇格。(1市)
- 1952年11月 - 一部が分立し、粤西行政区雷東県となる。(1市)
- 1956年1月4日 - 湛江市が湛江専区に編入。

#### 高雷専区
- 1950年1月12日 - 南路専区が高雷専区に改称。(9県1設治局)
  - 合浦県の一部が分立し、地級市の北海市となる。
  - 合浦県・霊山県・防城県・欽県が欽廉専区に編入。
- 1950年6月 - 梅菉設治局が県制施行し、梅茂県となる。(10県)
- 1951年10月 - 化県の一部が呉川県に編入。(10県)
- 1952年11月 - 高雷専区が行政区に移行し、粤西行政区となる。

#### 粤西行政区
- 1952年11月 - 高雷専区が行政区に移行し、粤西行政区となる。(17県)
  - 粤中専区台山県・赤渓県・陽江県・陽春県・恩平県・開平県を編入。
  - 湛江市の一部が分立し、雷東県が発足。
- 1953年5月 (15県)
  - 赤渓県が台山県に編入。
  - 梅茂県が呉川県に編入。
  - 粤中行政区三埠鎮が開平県に編入。
- 1956年1月4日 
  - 台山県・開平県・恩平県が仏山専区に編入。
  - 徐聞県・海康県・雷東県・遂渓県・廉江県・化県・呉川県・電白県・陽江県・陽春県・信宜県・茂名県が湛江専区に編入。

#### 湛江地区
- 1956年1月4日 - 湛江市、粤西行政区徐聞県・海康県・雷東県・遂渓県・廉江県・化県・呉川県・電白県・陽江県・陽春県・信宜県・茂名県を編入。湛江専区が成立。湛江市が県級市に降格。(1市12県)
- 1956年9月27日 (1市12県)
  - 遂渓県の一部が海康県に編入。
  - 海康県の一部が徐聞県に編入。
- 1959年3月22日 (2市6県)
  - 雷東県が湛江市に編入。
  - 陽江県・陽春県が合併し、両陽県が発足。
  - 化県・呉川県が合併し、化州県が発足。
  - 徐聞県および海康県の一部が合併し、雷南県が発足。
  - 廉江県・遂渓県および海康県の残部が合併し、雷北県が発足。
  - 茂名県の一部が分立し、茂名市が発足。
  - 信宜県および茂名県の残部が合併し、高州県が発足。
- 1959年3月31日 - 合浦専区合浦県・霊山県・欽県・東興各族自治県を編入。(2市9県1自治県)
- 1960年9月20日 (2市9県1自治県)
  - 雷北県が雷州県に改称。
  - 雷南県が徐聞県に改称。
- 1961年10月5日 (2市14県1自治県)
  - 両陽県が分割され、陽江県・陽春県が発足。
  - 化州県の一部が分立し、呉川県が発足。
  - 雷州県の一部が分立し、廉江県・遂渓県が発足。
  - 雷州県の残部・徐聞県の一部が合併し、海康県が発足。
  - 高州県の一部が分立し、信宜県が発足。
- 1963年9月14日 - 欽県が自治県に移行し、欽州チワン族自治県となる。(2市13県2自治県)
- 1964年10月31日 - 合浦県の一部が分立し、北海市が発足。(3市13県2自治県)
- 1965年6月26日 - 北海市・合浦県・霊山県・欽州チワン族自治県・東興各族自治県が広西チワン族自治区欽州専区に編入。(2市11県)
- 1970年 - 湛江専区が湛江地区に改称。(2市11県)
- 1975年11月22日 (11県)
  - 湛江市が地級市の湛江市に昇格。
  - 茂名市が地級市の茂名市に昇格。
- 1983年12月22日 
  - 徐聞県・海康県・廉江県・遂渓県・呉川県が湛江市に編入。
  - 高州県・化州県・信宜県・電白県が茂名市に編入。
  - 陽江県・陽春県が江門市に編入。

#### 湛江市(第2次)
- 1975年11月22日 - 湛江地区湛江市が地級市の湛江市に昇格。赤坎区・霞山区・郊区を設置。(3区)
- 1983年12月22日 - 湛江地区徐聞県・海康県・廉江県・遂渓県・呉川県を編入。(3区5県)
- 1984年7月 - 郊区の一部が分立し、坡頭区が発足。(4区5県)
- 1993年12月10日 - 廉江県が市制施行し、廉江市となる。(4区1市4県)
- 1994年4月26日 - 海康県が市制施行し、雷州市となる。(4区2市3県)
- 1994年5月26日 - 呉川県が市制施行し、呉川市となる。(4区3市2県)
- 1994年10月10日 - 郊区が麻章区に改称。(4区3市2県)

## 観光
- 湛江号海上城市 - かつて日本の南米移民船として活躍したぶらじる丸を「湛江号」と改名した海上パビリオン。博物館やレストラン、アミューズメント施設が入居する。

加えて、湖光岩（世界ジオパーク、中国国家地質公園）、龍海天、中豪友好庭園、南国熱帯庭園、湛江マングローブ国立自然保護区などの観光地がある。

## 文化
言語は、湛江市街地は主に広東語が、雷州半島と呉川県の一部は主に閩南語の下位方言である雷州語が、一部地域では客家語が話されている。

## 姉妹都市
- ジェラルトン、オーストラリア
- アトランティックシティ、アメリカ合衆国
- イレンベ（英語版）、南アフリカ共和国
- セルプホフ、ロシア
- ケアンズ、オーストラリア